# تيم أوبال
تيم أوبال هو مصرفي وسياسي كندي، ولد في 14 نوفمبر 1974 في نيو ويستمينيستر في كندا. حزبياً، نشط في حزب المحافظين الكندي. وقد انتخب عضو مجلس العموم الكندي.